# Sextarius
De sextarius was een Oud-Romeinse eenheidsmaat voor zowel vloei- als droge stoffen (0,546 liter) en was een van de belangrijkste eenheidsmaten in het oude Rome. Het was ook een belangrijk eenheid voor de vergelijking tussen Romeinse en Griekse hoeveelheden, omdat de sextarius overeenkwam met de Griekse xestes (ξέστης / xéstēs). Deze laatste was in de Griekse wereld geïntroduceerd om een gelijkaardige maat te hebben waarmee men elkaars meetsystemen kon vergelijken. De sextarius ontleende zijn naam ("een zesde deel") aan het feit dat het overeenkwam met een zesde van een congius (Grieks systeem: 1/6 van een chous (χοῦς / choũs; χόος / chóos). Van de modius, een belangrijke eenheidsmaat voor droge stoffen, was de sextarius een zestiende. De sextius kende een met die van de as te vergelijken indeling: cyathus (cf. uncia) (1/12), sextans (2/12), quadrans (3/12), triens (4/12), quincunx (5/12), semissis (6/12).